# Gallicolombe de Kubary
Pampusana kubaryi
Espèce
Statut de conservation UICN

 EN  : En danger
La Gallicolombe de Kubary (Pampusana kubaryi) est une espèce d'oiseaux de la famille des colombidés.
Son nom commémore le naturaliste polonais John Stanislaw Kubary (en).

## Répartition
Elle est endémique de Micronésie, elle se rencontre dans les États de Chuuk et de Pohnpei.

## Habitat
Elle habite les forêts humides subtropicales et tropicales, les mangroves les zones de broussailles et les plantations.
Elle est menacée par la perte de son habitat.

## Publication originale
- Finsch, 1880 : Journal für Ornithologie, vol. 28.